# 부루마불
《부루마불》(영어: Blue Marble 블루 마블[*])은 1982년 씨앗사에서 출시한 보드게임이자 카드게임이다. 8세 이상의 2 ~ 4인이 2개의 주사위를 굴려 도착한 곳에 주권국의 땅을 사고 건물을 짓는 재산증식형 게임이다.

## 역사
보드 게임을 개발한 씨앗사 대표 이상배는 홍대 미대 출신으로서, 1978년 중동 아랍에미리트 건설 현장에 건축디자이너로 근무하였다. 당시 묵었던 호텔 로비에서 보드 게임 모노폴리를 즐겼는데, 이 전세계 보드 게임을 한국식으로 발전시켜 '토착화'한 것이 '부루마불'이다.
이상배는 귀국 후 디자이너 회사를 설립하고 포스터 등 제작하면서, 문득 한국에도 '모노폴리'와 같은 보드 게임을 만들면 어떨까 생각하였다. 그렇게 '모노폴리'를 모티프로 삼아 한국 성향에 맞는 독창적인 시스템을 선보인 것이 '부루마불'이었다. 처음 5000개를 제작해 완구 도매상에 2000개를 풀었는데 전량 회수되었다. 보드 게임이 너무 생소했던 당시의 도매상들이 아예 취급을 안하고 반품을 시켰기 때문이다.
이후 이상배는 직접 소매점에 판매하는 것으로 전략을 바꾸었다. '꼭지'로 유명한 만화가 이향원에게 부탁해 '어린이들의 의견'을 반영한 만화를 그려 학교 정문에서 홍보물과 게임을 나눠 주었고, 얼마 뒤 입소문이 나면서 서서히 팔리기 시작했다. 이때 큰 도매상을 하던 대표가 찾아와 '젊은 사람의 패기를 돌보지 못했다'며 도매 계약을 해주고, 힘을 실어 주었다. 이것이 부루마불 신화의 첫 모습이었다.

### 이름
1972년 아폴로 17호에서 촬영한 지구 사진은 《푸른 구슬 (The Blue Marble)》이라고 이름이 붙었다. 지구를 바탕으로 한 부루마불 게임의 이름은 여기서 따온 것이다. 다만, 이름 관련하여 영어 발음상 '블루마블'이라 해야 하지만, 제작자 이상배가 '부루마블'이라고 명명했다. 일부 언론에 아이들이 발음하기 쉽도록 '부루마블'이라고 이름을 지었다고 했는데 당시 대한민국에서도 유행했던 일본 노래 '부루 라이또 요꼬하마(Blue Light Yokohama)'에서 알 수 있듯 일본식 영어발음 표기이기도 하다.

### 구성
보드판에 배치된 도시들은 제작 당시의 각 나라 GNP 순위에 따라 순서대로 배치된 것이다. 아이들을 대상으로 한 건전하고 교육적인 게임으로서 투기의 개념을 배제하기 위해 사용되는 지폐도 1000원, 5000원, 1만원, 2만원, 5만원, 10만원, 50만원으로 구성되어 있다.
건물은 별장, 빌딩, 호텔이 있으며 황금 열쇠 카드, 비행기(말), 주사위가 있다

## 규칙
- 말을 고르고 돈을 나누어 갖는다.
  - 50만원×3
  - 10만원×10
  - 5만원×5
  - 2만원*5
  - 1만원×5
  - 5천원×5
  - 1천원×5
- 주사위 두 개를 던져 나온 눈의 합만큼 진행한다. (단, 두 주사위의 눈이 같으면 주사위를 한 번 더 던질 수 있다.)
- 자신이 원하는 땅에 멈추면 땅을 살 수 있다.
- 남의 땅에 멈추면 그 땅을 가진 주인에게 임금을 지불해야 한다. 지불능력이 안되면 교육을 받는 자리로 이동해 2회 쉰다.
- 황금열쇠에 멈추면 카드를 한 장 뽑고 지시사항을 따라야 한다.
- 시작점을 지날 때마다 20만원인 월급을 받는다.
- 딜레마에 이르면 재능기부를 하게 한다.

## 말판 구조
부루마불의 말판 구조는 다음과 같다.
| 사회복지기금  | 아르헨티나  |        | 브라질 | 오스트레일리아 | 대한민국 | 미국   | 포르투갈 | 퀸 엘리자베스 호 | 스페인 | 우주여행 |
| 캐나다        |             |        |        |                |          |        |          |                  |        | 일본     |
| 독일          | 콜롬비아 호 |        |        |                |          |        |          |                  |        |          |
|               | 프랑스      |        |        |                |          |        |          |                  |        |          |
| 스위스        | 이탈리아    |        |        |                |          |        |          |                  |        |          |
| 콩코드 여객기 |             |        |        |                |          |        |          |                  |        |          |
| 스웨덴        |             |        |        |                |          |        |          |                  |        |          |
| 덴마크        | 미국        |        |        |                |          |        |          |                  |        |          |
|               |             |        |        |                |          |        |          |                  |        |          |
| 그리스        | 대한민국    |        |        |                |          |        |          |                  |        |          |
| 무인도        | 튀르키예    | 이집트 |        | 싱가포르       | 대한민국 | 필리핀 |          | 중화민국         | 출발   |          |

| - 출발 - 중화민국 타이베이 - 황금열쇠 - 필리핀 마닐라 - 대한민국 제주도1 - 싱가포르 - 황금열쇠 - 이집트 카이로 - 튀르키예 이스탄불 | - 우주여행 - 그리스 아테네 - 황금열쇠 - 덴마크 코펜하겐 - 스웨덴 스톡홀름 - 콩코드 여객기1 - 스위스 베른 - 황금열쇠 - 독일 베를린 - 캐나다 오타와 | - 무인도 - 아르헨티나 부에노스아이레스 - 황금열쇠 - 브라질 상파울루 - 오스트레일리아 시드니 - 대한민국 부산1 - 미국 하와이 - 포르투갈 리스본 - 퀸 엘리자베스 호1 (현재 출시되는 부루마불에서는 황금열쇠로 대체되어 나온다) - 스페인 마드리드 | - 사회복지기금 접수처 - 일본 도쿄 - 컬럼비아 호1 - 프랑스 파리 - 이탈리아 로마 - 황금열쇠 - 영국 런던 - 미국 뉴욕 - 사회복지기금 내는 곳. - 대한민국 서울1 |

- 출발

1: 구입은 가능하지만 건물을 지을 수 없는 곳.

## 다른 버전
부루마불의 후속작으로, 우주 버전으로 되어있다. 기본적인 규칙은 부루마불 1과 거의 같으나 추가된 것이 있다.
- '텔레파시 카드', '뉴론의 골짜기 카드' 칸에 걸리면 카드 맨 윗장을 열어보고, 거기에 적힌 것에 따라야 한다.
- 한 행성에 기지를 2개까지 건설할 수 있다. 건설하는 법은 부루마불 1의 규칙과 같다.
- 블랙홀에 걸리면 지구(시작점)으로 가서 3판을 쉬며 그 동안 지구를 지나가는 모든 사람에게 연료비(20만원)를 지급한다. 3판을 모두 쉰 후에는 연료비를 받고 출발할 수 있다.
- 우주조난기지에 걸리면 연료비 20만원을 비치하고 1판 쉰다. 만약 우주조난기지에 걸렸는데 20만원이 비치되어 있었다면 그냥 가지고 간다.
- 핼리혜성에 걸리면 화성 옆의 텔레파시 카드 칸으로 가서 카드를 꺼내어 봐야한다. 그리고 연료비도 받을 수 없다.
- 견우성과 직녀성은 한 플레이어가 다 살 수 없다. 견우성 주인과 직녀성 주인이 같은 칸에서 만나면 그 칸에서 지구까지 같이 간다.(신혼여행) 단, 주사위는 차례에 맞춰 번갈아서 낸다. 카드에 써있는 명령도 반드시 두 사람이 모두 수행해야 하며, 블랙홀에도 두 사람이 같이 빠지며 우주정거장에 걸렸을 때도 같이 간다. 견우성 주인과 직녀성 주인 외 다른 사람의 행성에 걸려도 돈을 내지 않고 오히려 축하금을 받는다.
- 타임머신 칸에 걸렸을 때, 다시 한번 주사위를 던져 합이 3 이하이면 5칸 뒤의 뉴론의 골짜기 카드를 보고, 4 이상이면 다음 턴에 아무 곳에나 선택해서 간다. 또한, 타임머신 칸에 걸린 사람이 살 수도 있으며 주인이 있는 타임머신에 걸리면 타임머신 주인에게 돈을 낸다.

### 말판 구조
| - 지구(시작점) - 화성 - 텔레파시 카드 - 목성 - 토성 - 뉴론의 골짜기 카드 - 천왕성 - 텔레파시 카드 - 해왕성 - 명왕성 | - 타임머신 - 궁수좌 - 물병좌 - 텔레파시 카드 - 쌍둥이좌 - 직녀성 - 시리우스 - U. F. O.(기지를 지을 필요가 없음) - 헤르쿨레스 - 카시오페아 | - 블랙홀 - 백조좌 - 처녀좌 - 텔레파시 카드 - 천칭좌 - 뉴론의 골짜기 카드 - 오리온 - 전갈좌 - 큰곰좌 - 텔레파시 카드 | - 우주조난기지 - 황소좌 - 사자좌 - 안드로메다 - 견우성 - 페가수스 - 핼리혜성 - 수성 - 금성 - 지구(시작점) |

## 같이 보기
- 모노폴리
- 모두의마블
- 인생 게임
- 주사위의 신
- 보드 게임
- 지구마불 세계여행